# Marathon (Wisconsin)
Marathon es un pueblo ubicado en el condado de Marathon en el estado estadounidense de Wisconsin. En el Censo de 2010 tenía una población de 1048 habitantes y una densidad poblacional de 12,28 personas por km².

## Geografía
Marathon se encuentra ubicado en las coordenadas 44°53′39″N 89°46′41″O / 44.89417, -89.77806. Según la Oficina del Censo de los Estados Unidos, Marathon tiene una superficie total de 85.32 km², de la cual 85.24 km² corresponden a tierra firme y (0.09%) 0.08 km² es agua.

## Demografía
Según el censo de 2010, había 1048 personas residiendo en Marathon. La densidad de población era de 12,28 hab./km². De los 1048 habitantes, Marathon estaba compuesto por el 98.66% blancos, el 0.1% eran afroamericanos, el 0.38% eran amerindios, el 0.1% eran asiáticos, el 0% eran isleños del Pacífico, el 0% eran de otras razas y el 0.76% pertenecían a dos o más razas. Del total de la población el 1.15% eran hispanos o latinos de cualquier raza.